# 苫越
苫越，苫氏，名越，字夷，春秋时期鲁国人物。
前503年（周敬王十七年、魯定公七年），齐国国夏进攻鲁国。阳虎为季桓子驾御战车，公敛处父为孟懿子驾御战车，准备夜里袭击齐军。齐军得知消息，假装没有防备，设伏等待鲁军。公敛处父说：“阳虎你不考虑到夜袭齐军会引起祸患，你一定会死。”苫夷说：“阳虎你如果使季孙、孟孙两位陷入祸难，不等有司的判决，我一定杀了你。”阳虎害怕，于是撤兵，才没有招致失败。前502年（周敬王十八年、魯定公八年）正月，鲁定公发兵攻打齐国，攻打阳州（在今山东省东平县北）的城门。颜高、颜息等人立功，俘虏了敌人。苫越生了儿子，准备等到有了大事再来命名。因为阳州之役，鲁军俘虏了敌人，就把他的儿子命名为阳州。